# 紐約時裝週
紐約時裝週（英語：New York Fashion Week）是每年举办两次，面向时尚买手、新闻媒体以及公众的国际時裝週。每年2月举办当年秋冬時裝週，9月举办次年春夏時裝週。纽约時裝週与巴黎、伦敦、米蘭時裝週被称为四大時裝週（Big 4）。
纽约时装週起源于1942年的“媒体发布週”（Press Week），1993年，美國時裝設計師協會将其改称为“纽约时装週”，晚于在80年代已经出现“伦敦时装週”的叫法。
纽约时装週囊括众多品牌活动，包括“奥林巴斯纽约时装週”、“梅賽德斯-賓士紐約時裝週”、“MADE时装週”以及众多独立时尚品牌。承办方包括IMG 、FTL Moda以及Fashion Week Online。日程安排（包括WME/IMG）由美国时装设计师协会负责，由羅斯·芬雷负责编排。
根据统计，纽约时装週每年给美国经济带来8.87亿美元收入。

## 起源
1943年，在当时二战的影响之下，时尚业内人士无法前往巴黎观看时装秀。在这种情况下，纽约服装学院的公关埃莉諾·蘭伯特举办了第一届纽约时装週，亦是世界上第一次举办的“时装週”，当时被称为“媒体发布週”（Press Week）。媒体发布週的成功举办，使过去一直关注法国时装设计的媒体（例如：Vogue）将焦点转移到美国时尚产业。
到了20世纪50年代中期，改称为“纽约媒体发布週”（Press Week of New York）。1951年2月份举办的“1951春季”称作第16届“纽约年度媒体发布週”（Annual Press Week of New York）。

## 整合成“7th on Sixth”
1993年，美国时装设计师协会主席弗恩·馬里斯，在第六大道的布賴恩特公園里搭起大型白色帐篷，整合了纽约市内称之为“纽约时装週”的活动。这场活动当时商标名称为“7th on Sixth”。

## 21世纪
2001年，“7th on Sixth”商标卖给了IMG。
2004年，奧林巴斯公司成为IMG的活动赞助商，改名为“奥林巴斯时装週”。
2007年，梅賽德斯-賓士称成为IMG承办活动的冠名赞助商。将纽约加入到国际“梅賽德斯-賓士時裝週”，并称之为“MB紐約時裝週”。
2010年，IMG承办的“梅賽德斯-賓士紐約時裝週”撤出布莱恩公园帐篷，搬迁至林肯表演藝術中心。
2010年2月伦敦时装週开始使用网络直播走秀之后，2011年9月纽约的设计师也开始通过网络直播走秀。  一开始只在YouTube上直播，后来出现其他网络直播渠道。
2013年，IMG及其“纽约时装週”以23亿美元的价格卖给威廉·莫理斯奮進娛樂以及银湖伙伴公司（Silver Lake Partners）。
2014年，CFDA从羅斯·芬雷手上收购了管理超过60年的FashionCalendar.com（起初是纸质媒体，后来转为电子媒体）。
2015年1月，梅賽德斯-賓士宣布退出WME/IMG活动冠名赞助商之列。
2015年3月，WME/IMG宣布买入了“MADE时装週”，并将其纳入WME/IMG的活动。
2015年，IMG的活动从林肯中心搬到Spring Studio。

## 历年事件

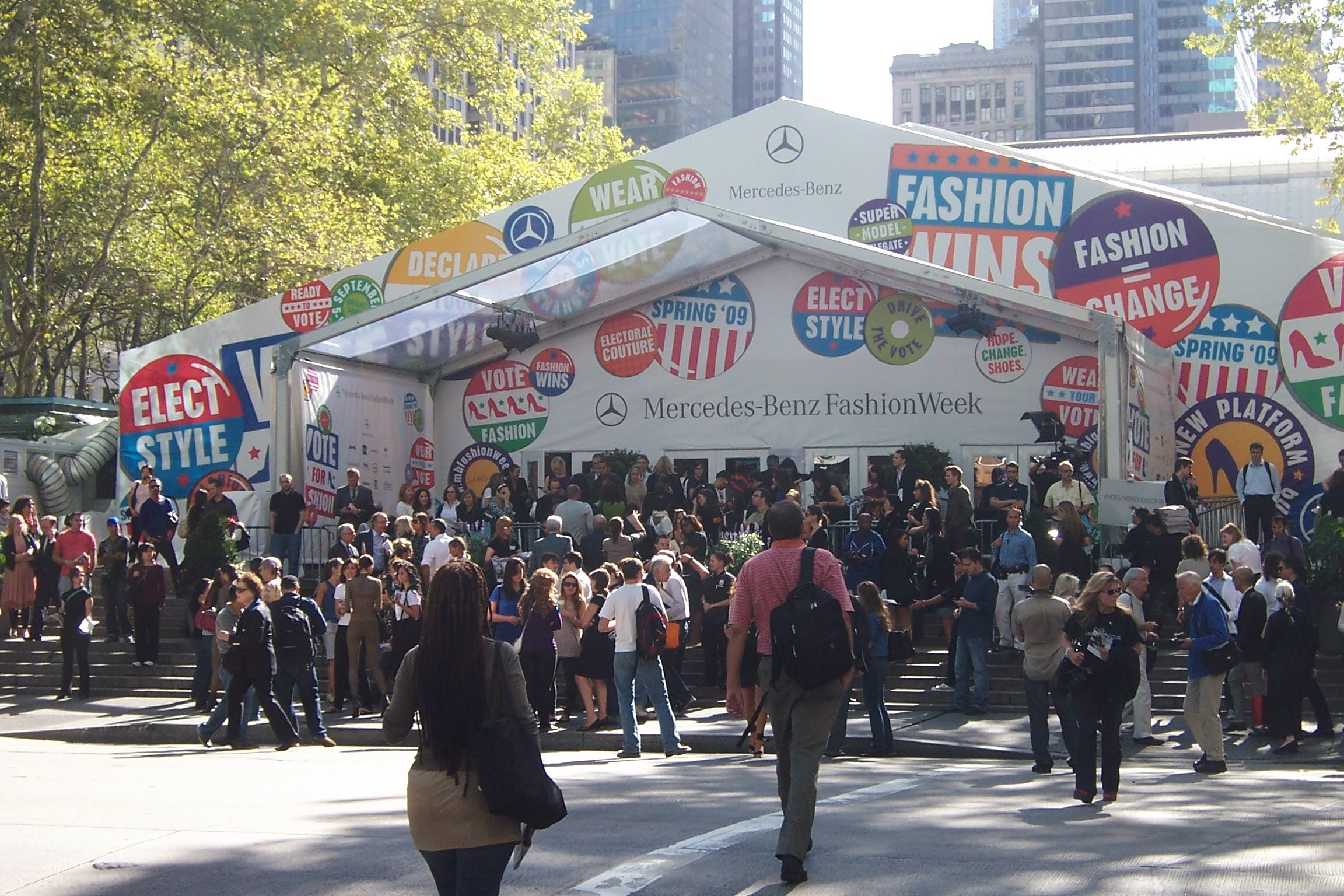
2009春夏紐約時裝週入口前面

### 2016年
2016年2月11日至18日，2016秋冬纽约时装週于在纽约市多个地点，包括Skylight Moynihan、Skylight Clarkson、Chelsea Piers、MADE Studios等展厅举行。

### 2018年
2018年，以變妝皇后(Drag Queen)作開場表演的主題。

## 入场
纽约时装週的通常是以憑證的方式获得入场资格，特别活动只能通过被邀请的方式入场。